# 런던역 (온타리오주)
런던역 (London Station, IATA: XDQ)은 캐나다 온타리오주 런던 시내에 있는 철도역으로 토론토에서 서쪽으로 사니아와 윈저로 운행하는 VIA 철도 여객열차가 정차하는 주요 분기역이다. 런던 도심 남쪽 끝에 있는 이 역은 현대적이고 휠체어로 접근할 수 있는 건물이며, 역 앞에는 다양한 시내버스 노선으로 갈아탈 수 있는 곳이다.

## 위치
이 역은 런던과 사니아를 잇는 캐나다 내셔널 철도 (CN) 스트래스로이선의 출발점이기도 하며, 런던과 조지타운을 잇는 궬프선의 119.9 마일 (193.0 km) 지점에 위치해있으며, 런던과 해밀턴을 잇는 던다스선의 78.2 마일 (125.9 km)에 위치해있다. 역 서쪽으로는 코모카 분기점에서 윈저로 향하는 열차가 스트래스로이선에서 분기해 CN 채텀선으로 향하는데, 이 노선은 런던과 윈저를 잇는다.

## 역사
1834년에 런던 & 고어 철도 회사 (London & Gore Railroad Company)가 온타리오호의 벌링턴베이, 런던의 템스강, 휴런호를 따라 철도 노선을 건설하기 위해 설립되었다. 회사가 설립된 직후에 이름이 그레이트 웨스턴 철도 (Great Western Rail Road Company)로 변경되었지만 1845년까지 아무런 진전이 없었다. 1852년에 벌링턴베이의 데자르댕 운하에서 공사가 시작되었고, 그레이트 웨스턴 철도는 캐나다 정부가 지원하는 주요 철도 노선으로 등극할 예정이었다.
런던역은 나이아가라폴스, 해밀턴과 런던을 잇는 노선이 건설되면서 1853년에 개통하였다. 그 후 이 노선은 1854년에 윈저까지 연장되었다. 두 계열사는 1855년 토론토와 해밀턴 사이에, 1858년 토론토와 사니아 사이에 연결선을 구축하였다. 이 노선은 1871년에 해리스버그 & 브랜트퍼드 철도가 완공하면서 브랜트퍼드까지 연장되었다.
한편 그랜드트렁크 철도는 1856년 궬프에서 스트랫퍼드까지 서쪽으로 노선을 연장했으며, 1856년에는 세인트메리스까지, 1859년에는 사니아 근처의 포인트에드워드까지 연장하였다. 그레이트 웨스턴 철도는 1883년 "캐나다의 전반적인 국익을 위해" 연방 관할 하에 놓였고, 1884년 그레이트 웨스턴은 그랜드 트렁크에 인수되었다.
런던역의 원 건물은 1935년에 캐나다 내셔널 철도가 새로운 역 건물을 짓기 위해 철거되었다. CN의 첫 번째 역은 철거되어 1963년에 두 건물이 지어졌는데, 하나는 1963년에 요크 스트리트 205번지에 지어진 3층 건물과, 1969년에 지어진 요크 스트리트 197번지에 지어진 10층 규모의 CN 건물이었다. 1969년에 기존 역사를 철거하고 현재의 역을 건설하는 동안, 여객열차는 1963년 건물에 정차하였다. 기존 1963년 건물은 이후 2001년에 오늘날의 역에 통합되었고, 예전 역의 나머지 부지는 주차장이 되었다. 기존 역 승강장은 지금도 그대로 쓰고 있다.
2021년 9월, 메트로링스는 GO 트랜싯의 통근열차 노선인 키치너선 열차 한 대의 종점을 기존 키치너역에서 런던역까지 시범으로 연장 운행한다고 밝혔다. 이 열차는 또한 세인트메리스 및 스트랫퍼드역에 정차한다. 키치너선 런던행 열차는 2년 간의 운행 끝에 2023년 10월 13일에 운행을 중단하게 되었다.

## 시설
런던역은 VIA 철도 직원이 상주하는 유인역으로, VIA 철도 매표소는 평일 오전 5시부터 오후 10시 15분까지, 주말 오전 6시 45분부터 오후 9시 15분까지 개장한다.
이 역에는 대합실, 화장실, 와이파이, ATM기, 공중전화, 수하물 카운터가 있으며, 수하물 카운터에서는 짐을 실어나르는 카트를 빌리거나 당일 여행자에 한해 짐을 맡길 수 있다. 이 역에는 또한 비즈니스 클래스 승객을 위한 전용 라운지가 있으며, 매일 오전 6시 30분부터 오후 8시 30분까지 개장한다. 역 내부와 승강장, 열차 내부는 휠체어 승객들도 이용할 수 있으며, 휠체어 승객들은 휠체어 리프트를 사전에 요청할 수 있다.
런던역 앞에 있는 주차장에는 총 105대의 주차 공간이 있으며, 첫 30분은 무료로 주차할 수 있고, 이후 1시간당 5달러, 오전 5시부터 오후 6시까지 10달러, 24시간에 16달러, 1개월에 140달러로 주차할 수 있다. 역까지 자전거를 타고 오는 승객들을 위한 자전거 거치대 또한 비치되어있다.
이 역에는 또한 렌터카 업체인 엔터프라이즈 렌트어카 지점이 역 앞에 바로 있으며, 빌린 차량을 역 앞에서 바로 픽업할 수 있다. 시내버스는 런던 교통국 (London Transit Commission)이 운행하며, 역 근처에 있는 도로변 버스 정류장에서 승차할 수 있다.

## 운행 계통
런던역에는 토론토와 윈저를 잇는 VIA 철도 열차가 하루에 편도 4회 정차하며, 토론토와 사니아를 잇는 VIA 철도 열차도 하루에 편도 1회 정차한다. 토론토와 런던을 잇는 GO 트랜싯의 키치너선 통근열차는 평일에 하루 1회 운행한다.

## 버스 연결편
런던역 근처에는 런던 교통국의 1, 2, 3, 4, 5, 6, 7, 9, 12, 13, 15, 19, 20, 90, 94, 102, 104, 106번 버스가 정차하며, 노선에 따라 킹, 퀸, 웰링턴, 호턴, 리치먼드에 있는 버스 정류장에서 승차해야 한다. 94번 버스는 평일에만 운행하며, 102, 104, 106번 버스는 학사 기간에 한해 평일에만 운행하고, 나머지 노선은 매일 운행한다.
플릭스버스는 요크 스트리트에 위치한 RBC 플레이스에서 런던과 토론토를 잇는 시외버스를 매일 운행하며, 역시 같은 노선을 운행하는 메가버스는 정류장이 401번 고속도로와 하이버리 애비뉴에 있는 플라잉 J 휴게소에 정차하는지라 이 역에서 떨어져있다.
사니아, 스트래스로이-카라독, 런던을 잇는 광역버스가 평일에는 3회, 주말에는 2회 운행하며, 요금은 구간에 따라 5달러에서 20달러까지 올라간다.

## 같이 보기
- 코리더 (VIA)

## 인접 정차역
| CN 스트래스로이 · 궬프선 | CN 스트래스로이 · 궬프선        | CN 스트래스로이 · 궬프선 |
| ------------------------ | ------------------------------- | ------------------------ |
| 스트래스로이 사니아 방면 | VIA 철도 코리더 토론토 - 사니아 | 세인트메리스 토론토 방면 |
| CN 채텀 · 던다스선       |                                 |                          |
| 글렌코 윈저 방면         | VIA 철도 코리더 토론토 - 윈저   | 잉거솔 토론토 방면       |